# Gustav Hebeisen

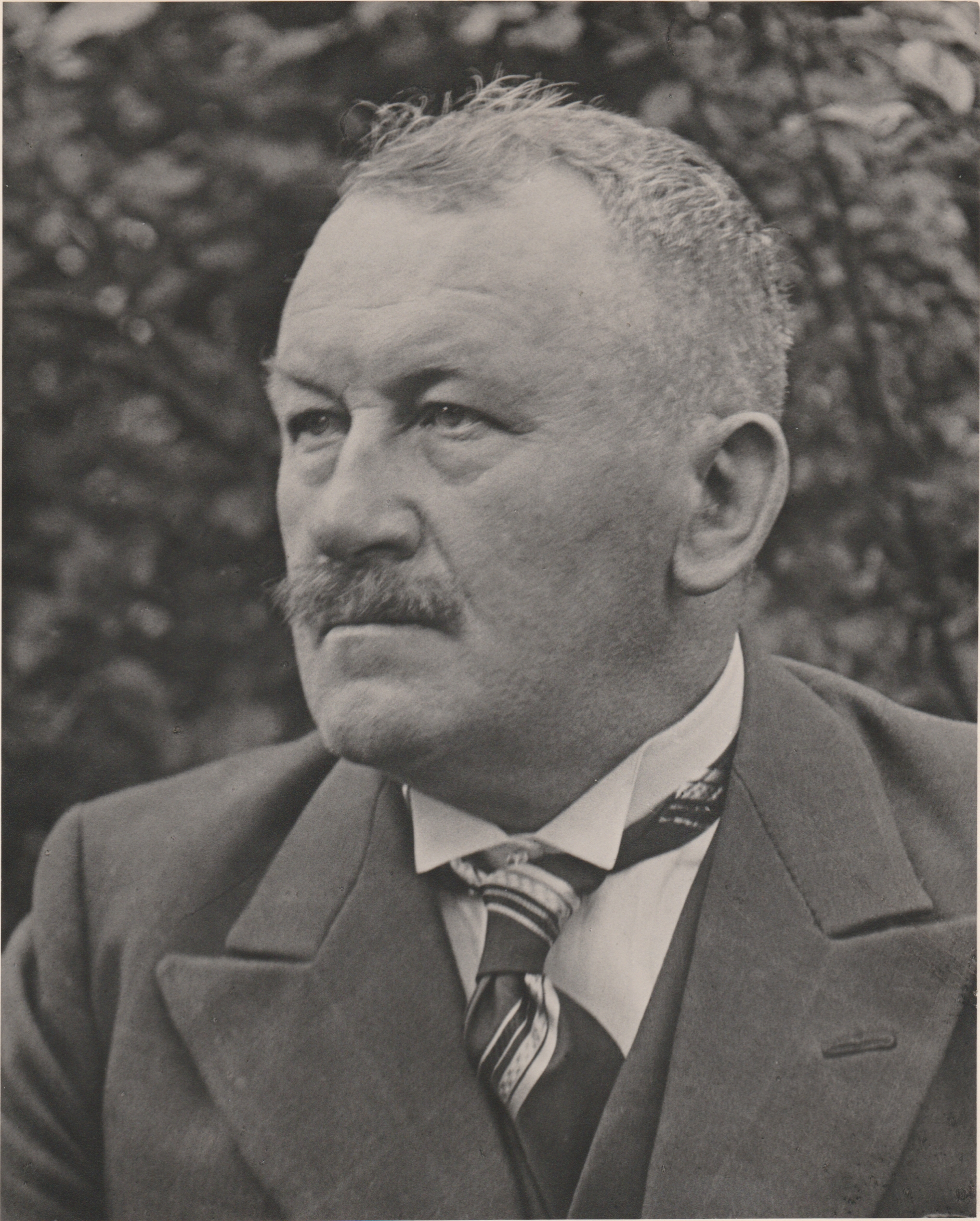
Gustav Hebeisen (1940)

Gustav Hebeisen (* 5. Februar 1875 in Veringenstadt; † 21. September 1940 in Sigmaringen) war ein deutscher Historiker, Archivar und Bibliothekar.

## Wirken
Nach dem Besuch der Volksschule in Veringendorf (1881 bis 1889) absolvierte Hebeisen zunächst eine Bildhauerlehre in Sigmaringen und besuchte dort auch eine Zeichenschule. Bis 1899 war er dann in Augsburg, Graz und München künstlerisch als Bildhauer und Maler tätig. Erst danach führte er seine Schulbildung weiter und schloss 1904 mit der Reifeprüfung in Tauberbischofsheim ab. Bis 1909 studierte Hebeisen Geschichte und Kunstgeschichte an der Universität Freiburg/Br. und promovierte dort 1909 bei Heinrich Finke. Als wissenschaftlicher Hilfsarbeiter bzw. Assistent arbeitete er von 1909 bis 1914 an der Universitätsbibliothek Freiburg. Nach seinem Kriegsdienst (1914/15) im Ersten Weltkrieg wurde er im Jahre mit der Betreuung des Fürstlich Hohenzollernschen Haus- und Domänenarchiv in Sigmaringen beauftragt und 1917 als fürstlicher Archivar eingestellt. Hier legte er unter anderem eine umfangreiche Kriegssammlung an. Seit 1926 leitete er auch die dortige Hofbibliothek und die fürstlichen Sammlungen. 1940 erfolgte seine Ernennung zum Hofarchivrat.
Von 1917 bis 1933 leitete er den Verein für Geschichte und Altertumskunde in Hohenzollern. Von 1919 bis 1927 und von 1929 bis 1933 gehörte er als Mitglied der Zentrumspartei der Stadtverordnetenversammlung in Sigmaringen an. Hebeisen legte zahlreiche Veröffentlichungen vor allem zur hohenzollerischen Geschichte vor.

## Schriften (Auswahl)
- Die Kämpfe der politischen Parteien in Baden am Vorabend des Frühjahraufstandes von 1848. In: Zeitschrift des Freiburger Geschichtsvereins, Bd. 26 (1910), S. 1–50 (Dissertation Universität Freiburg 1909).
- Max Dortu, ein Opfer der 49er Bewegung in Baden. In: Zeitschrift des Freiburger Geschichtsvereins, Bd. 26 (1910), S. 327–336.
- Die Stadtordnung von Sigmaringen. In: Mitteilungen des Vereins für Geschichte und Altertumskunde in Hohenzollern, Bd. 47/49 (1913/16), S. 53–113.
- Die Künstlerfamilie Strüb in Veringenstadt. In: Ebd., S. 115–128.
- Eine unbekannte Handschrift über die Königskrönung Maximilians I. im Jahre 1486. In: Mitteilungen des Vereins für Geschichte und Altertumskunde in Hohenzollern, Bd. 51 (1917/18), S. 35–44.
- Allgemeines zur Geschichte des Grundbesitzes in Hohenzollern mit besonderer Berücksichtigung des Großgrundbesitzes. Liehner, Sigmaringen 1919.
- Zur Geschichte des Klosters St. Luzen bei Hechingen. In: Mitteilungen des Vereins für Geschichte und Altertumskunde in Hohenzollern, Bd. 53 (1919), S. 1–58.
- Die Bedeutung des ersten Fürsten von Hohenzollern und des Kardinals Eitel Friedrich von Hohenzollern für die katholische Bewegung Deutschlands in ihrer Zeit. Hohenzollerischer Preßverein, Hechingen 1923.
- Beiträge zur Rechts- und Wirtschaftsgeschichte des Hohenzollerischen Bauernstandes. Liehner, Sigmaringen 1924.
- Kurze Geschichte der Stadt Sigmaringen. Seiz, Bretten i. B. 1925.
- Ein Gutachten über die wirtschaftlichen und sozialen Verhältnisse der Herrschaft Straßberg von Oberamtmann Kolb vom Jahre 1753. In: Mitteilungen des Vereins für Geschichte und Altertumskunde in Hohenzollern, Bd. 59 (1925), S. 195–227.
- Stadtordnung von Veringen vom Jahre 1498. In: Mitteilungen des Vereins für Geschichte und Altertumskunde in Hohenzollern, Bd. 60 (1926), S. 12–27
- Urkunden und Akten zu den abgegangenen Orten und Weilern der heutigen Gemarkung Veringenstadt, Veringendorf, Benzingen und Jungnau. In: ebd., S. 34–65.
- Die Chronik des ehemaligen Frauenklosters Gorheim. Liehner, Sigmaringen 1930.
- Katalog des Fürstlich Hohenzollernschen Museums in Sigmaringen. Liehner, Sigmaringen 1930.
- Beiträge zur Geschichte des Schulwesens in Hohenzollern. In: Mitteilungen des Vereins für Geschichte und Altertumskunde in Hohenzollern, Bd. 63 (1932), S. 58–77.
- Fürstlich Hohenzollerisches Schloß Sigmaringen. Liehner, Sigmaringen 1960 (erstmals 1932).